# داویت شاکاریان
داویت شاکاریان (ارمنی: Դավիթ Շաքարյան; انگلیسی: David Shakarian؛ زاده ۲۷ فوریه ۱۹۱۴ – درگذشته ۱۱ سپتامبر ۱۹۸۴) کارآفرین ارمنی‌تبار اهل ایالات متحده آمریکا بود. وی بنیانگذار و رئیس شرکت خرده‌فروشی جی‌ان‌سی (General Nutrition Centers) بود.
داویت یکی از پنج فرزند یک خانواده مهاجر ارمنی بود.
وی اولین شعبه این شرکت را در سال ۱۹۳۵ در پیتسبرگ، پنسیلوانیا افتتاح نمود و امروزه این شرکت دارای ۸۳۰۰ شعبه فروش در سراسر ایالات متحده آمریکا می‌باشد.
ثروت وی توسط مجله فوربس ۵۳۰ میلیون دلار آمریکا برآورده شد.
وی در سال ۱۹۶۹ دچار حمله قلبی شد.
شاکاریان در روز سه شنبه ۱۱ سپتامبر ۱۹۸۴ در سن ۷۰ سالگی درگذشت.